# Carretera de Nebraska 94
La Carretera de Nebraska 94, y abreviada NE 94 (en inglés: Nebraska Highway 94) es una carretera estatal estadounidense ubicada en el estado de Nebraska. La carretera inicia en el Oeste desde la NE 9  , NE 16  en Pender hacia el Este en la US 75  noroeste de Macy. La carretera tiene una longitud de 28,8 km (17.92 mi).

## Mantenimiento
Al igual que las autopistas interestatales, y las rutas federales y el resto de carreteras estatales, la Carretera de Nebraska 94 es administrada y mantenida por el Departamento de Carreteras de Nebraska por sus siglas en inglés NDOR.

## Cruces
La Carretera de Nebraska 94 es atravesada principalmente por la  US 77  este de Walthill.